# Svatováclavská zbroj

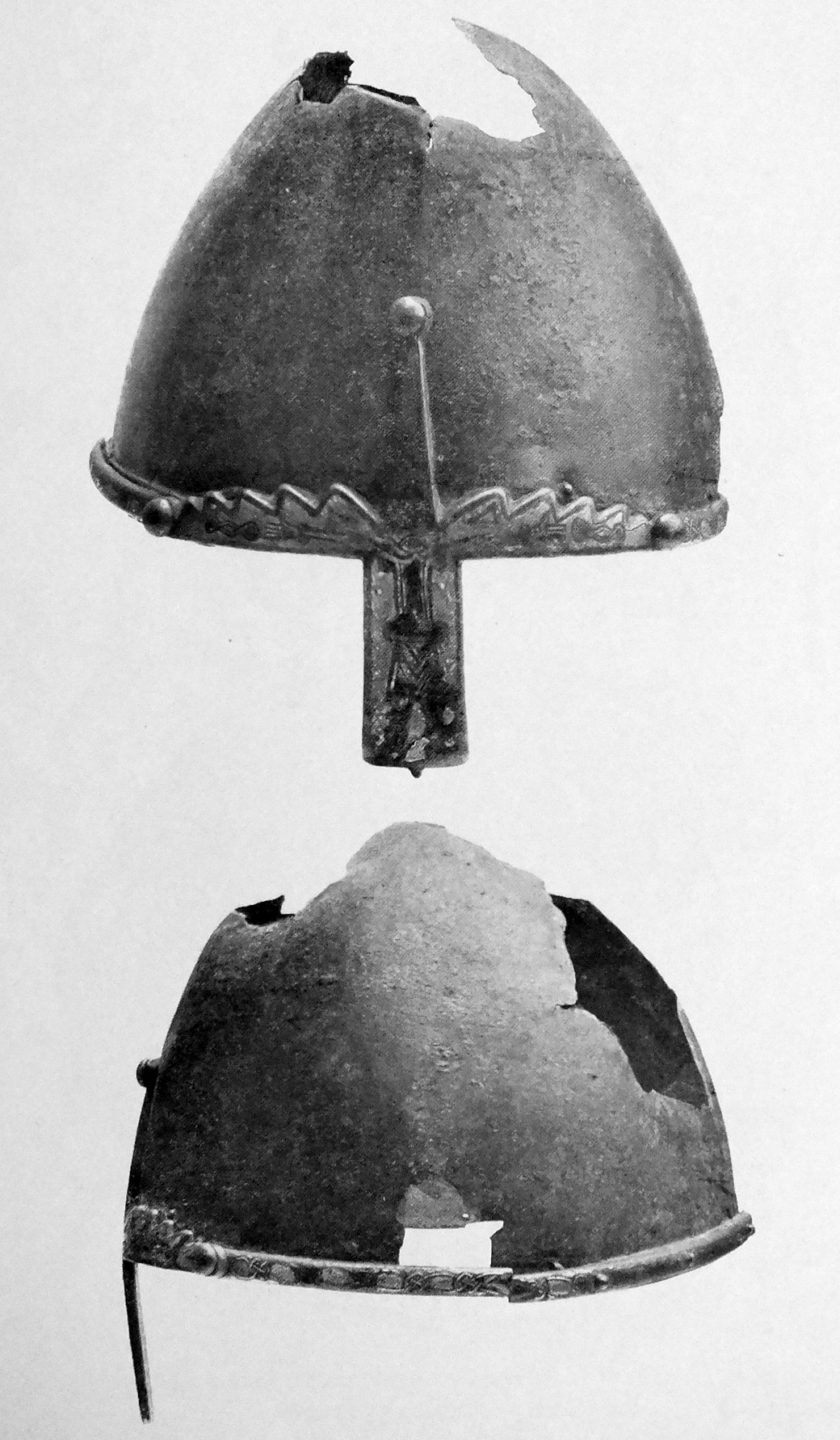
Přilbice svatého Václava, pohled zepředu a zleva

Svatováclavská zbroj je součástí korunovačního pokladu chrámu sv. Víta v Praze. Skládá se z přilby, kroužkové košile a pláštíku.

## Přilba svatého Václava
Je vykována z jednoho kusu železa. Je to typ kónické přílby s nánosníkem hojně užívaný po celý raný středověk. Její výška je 17 cm a rozměry oválné základny jsou 24×21 cm. K přílbě je po jejím obvodu přinýtována železná obroučka a nánosník ve tvaru kříže. Rozměry nánosníku jsou výška 15 cm a šířka 19 cm. Výzdoba je tvořena připlátováním stříbrné fólie na zdrsněný železný základ, obroučka je zdobena pletencovým motivem, nánosník pak stylizovanou postavou.

### Nánosník a jeho motiv

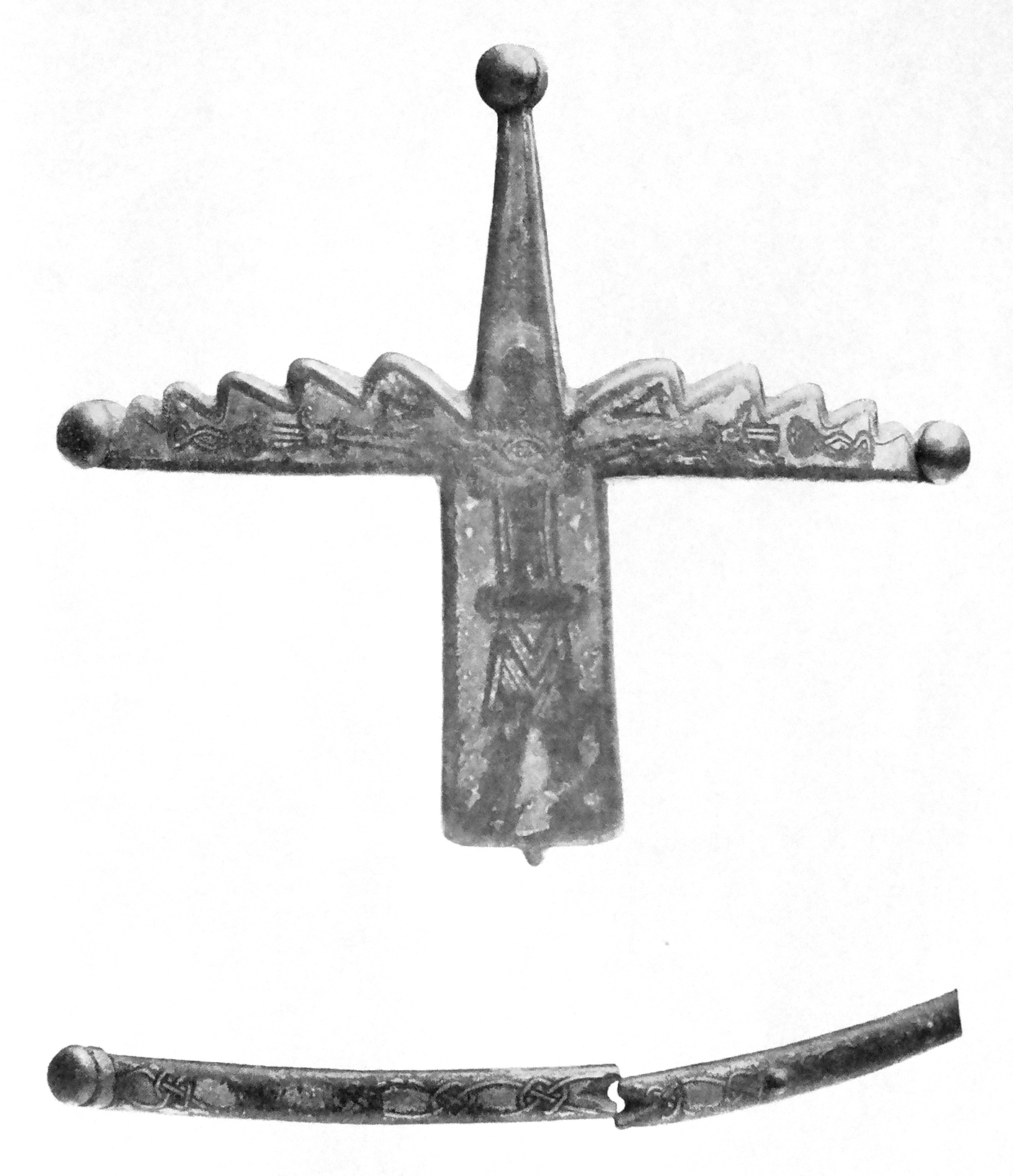
Nánosník a ztužovací pásek z přilbice

Nánosník byl zhotoven ve Skandinávii a k přilbě připevněn dodatečně. Technika plátování stříbra na železo, která byla použita k výrobě nánosníku, byla rozšířena v kovotepeckých dílnách zejména ve druhé polovině 11. a první polovině 12. století.
Je na něm vyobrazen motiv ukřižované postavy – tento motiv bývá interpretován buďto jako postava Krista přibitá ke kříži, zatímco někteří historikové (např. Petr Sommer či Anežka Merhautová) postavu ukřižovaného interpretují jako motiv severského pohanství (Ódin přivázaný k Yggdrasilu) či jako motiv vzniklý syntézou severského pohanství s křesťanstvím. Postava ukřižovaného je dle této interpretace připoutána provazy, což je motiv známý spolehlivě pouze ze skandinávského prostředí raně křesťanského období. Rovněž pletencový ornament nad hlavou ukřižovaného známe jako tzv. řetězcový motiv typu Borre např. z mnohých vikinských opaskových nákončí – byl oblíben zvláště u Varjagů. Stylizovaná postava vychází z byzantských závěsných litých křížků, oblíbených zvláště v jihovýchodní a severní Evropě. Naopak znázornění otevřených úst je zde prvek veskrze pohanský – hrozivou lidskou tvář nebo dračí hlavu s otevřenými ústy známe z výzdoby severských přileb 8. století, jejich funkcí bylo děsit démony a tak odvracet od bojovníka nebezpečí. Kristus zde tuto úlohu vlastně převzal od starých germánských božstev. Někdy se také předpokládá, že by zde nemusel být zobrazen nutně Ježíš Kristus, ale právě nejvyšší bůh germánského severského pantheonu Ódin – připoután nikoli na kříži, ale na posvátném stromu Yggdrasilu sám sobě za oběť a odkazujíce se na jeden ze stěžejních příběhů germánské mytologie. K této interpretaci ukřižované postavy se přiklání například Petr Sommer nebo PhDr. Anežka Merhautová – ta po své analýze helmy (jejíž výsledky publikovala roku 1992) určila vznik helmy do 10. století smontováním jednoduché domácí přilby a čelenky severského původu s vyobrazením Ódina, které bylo pro křesťanské prostředí nově interpretováno jako obraz ukřižovaného Krista.

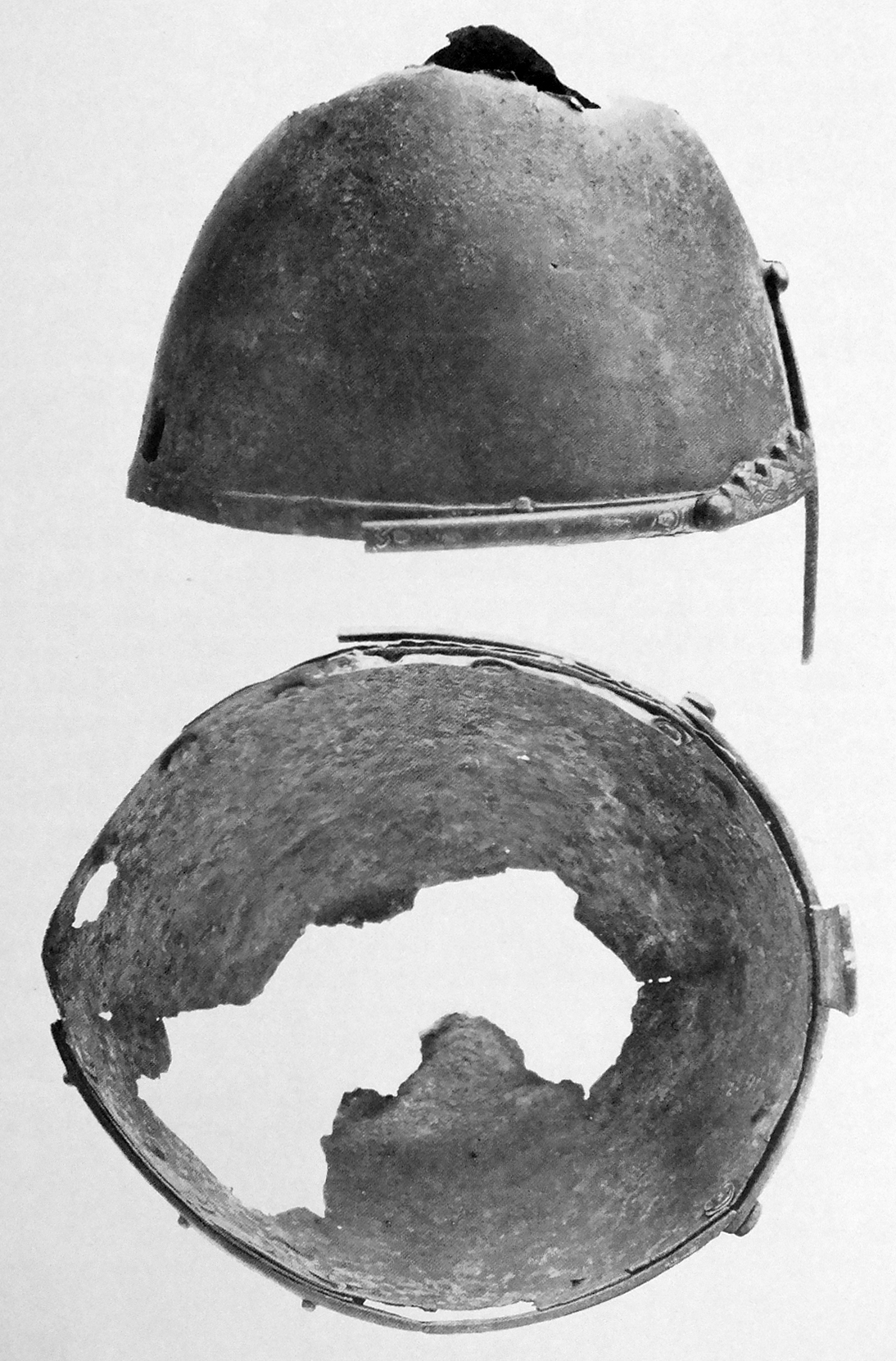
Přilbice svatého Václava, pohled zprava a dovnitř

Nánosník byl tedy vytvořen v jutských nebo gotlanských dílnách v době kolem přelomu tisíciletí. Do Čech se dostal buď darem nebo koupí o něco později, pravděpodobně až za vlády knížete Boleslava II. V této souvislosti bývá zvláště upozorňováno na osobu kněžny Emmy, anglosaské manželky Boleslava II. Právě ona byla největší propagátorkou vznikajícího kultu sv. Václava. Z jejího podnětu vznikl například nádherný iluminovaný rukopis s Gumpoldovou legendou o sv. Václavu. Mohla to být tedy právě ona, která přilbu získala a založila její svatováclavskou tradici.

### Zvon přilbice
Zvon přilbice pochází pravděpodobně z domácích dílen, vykazuje největší podobnost s nalezenými přilbami z Hradska, Olomouce či Lednického ostrova. Zvon vykazuje poškození a opravu, ke které došlo ještě před vznikem otvorů vlivem pozdější koroze. Nánosník k původní přilbici nepatří a byl k ní dán dodatečně později,pravděpodobně účelově pro potřeby legendy. Nánosník i lem totiž nedosedá přesně k plášti zvonu a obě části – tedy zvon i nánosník byly vyrobeny v různém období. Zvon přilby má navíc jiný tvar než Václavova lebka. Kníže Václav by tak sice přilbu na hlavu dát mohl i včetně vycpávek nebo čapky, ale zatímco jeho lebka je výrazně protáhlá, přilba je mnohem více kruhovitá a tak by knížeti v této podobě na hlavě dobře neseděla (názor a výpočet Miroslava Ivanova z roku 1970, počítající s tím, že sv. Václav měl vlasy i na čele).

## Zbroj svatého Václava

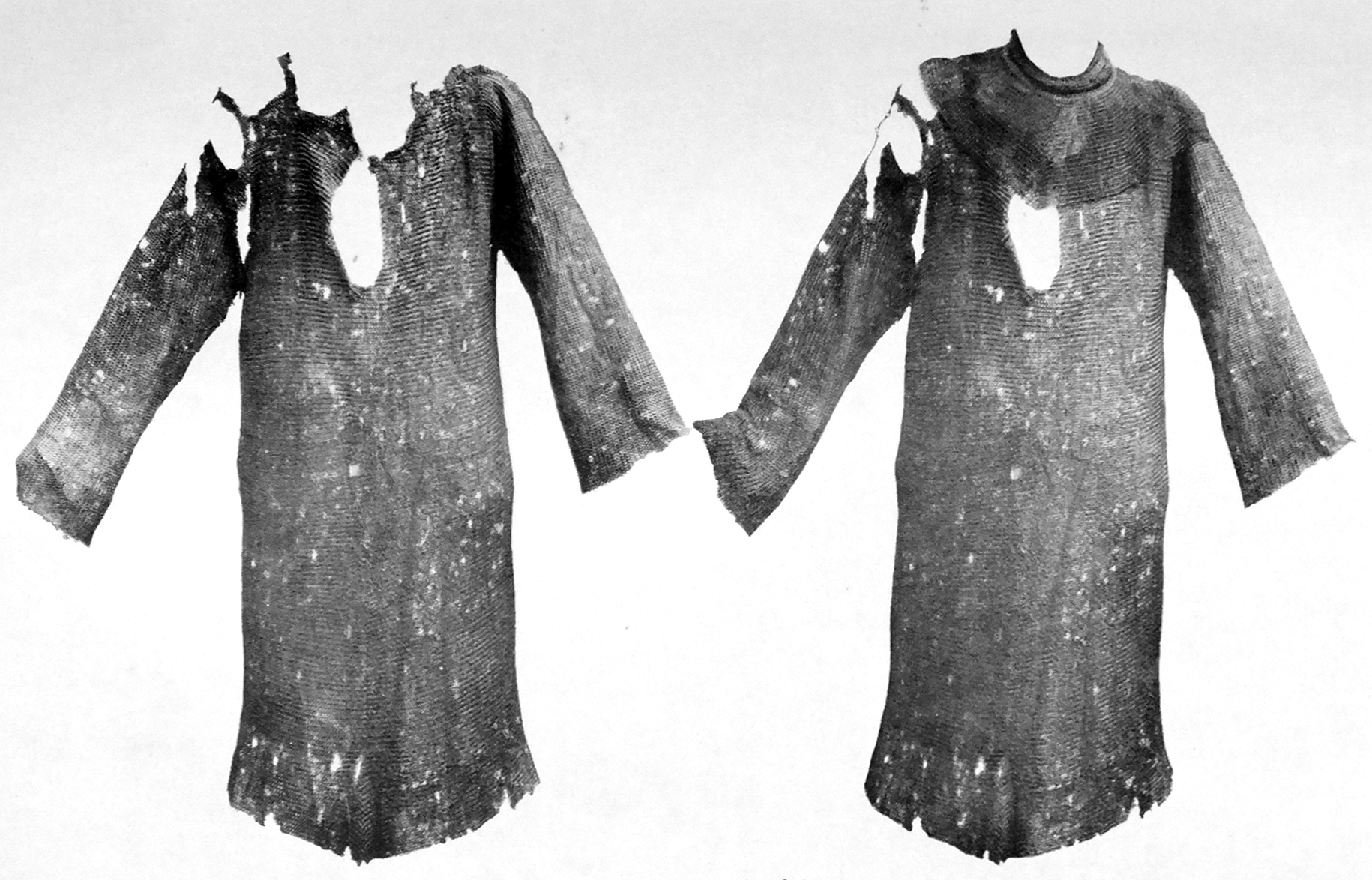
Svatováclavská zbroj; vlevo kroužková košile bez pláštíku, vpravo s pláštíkem

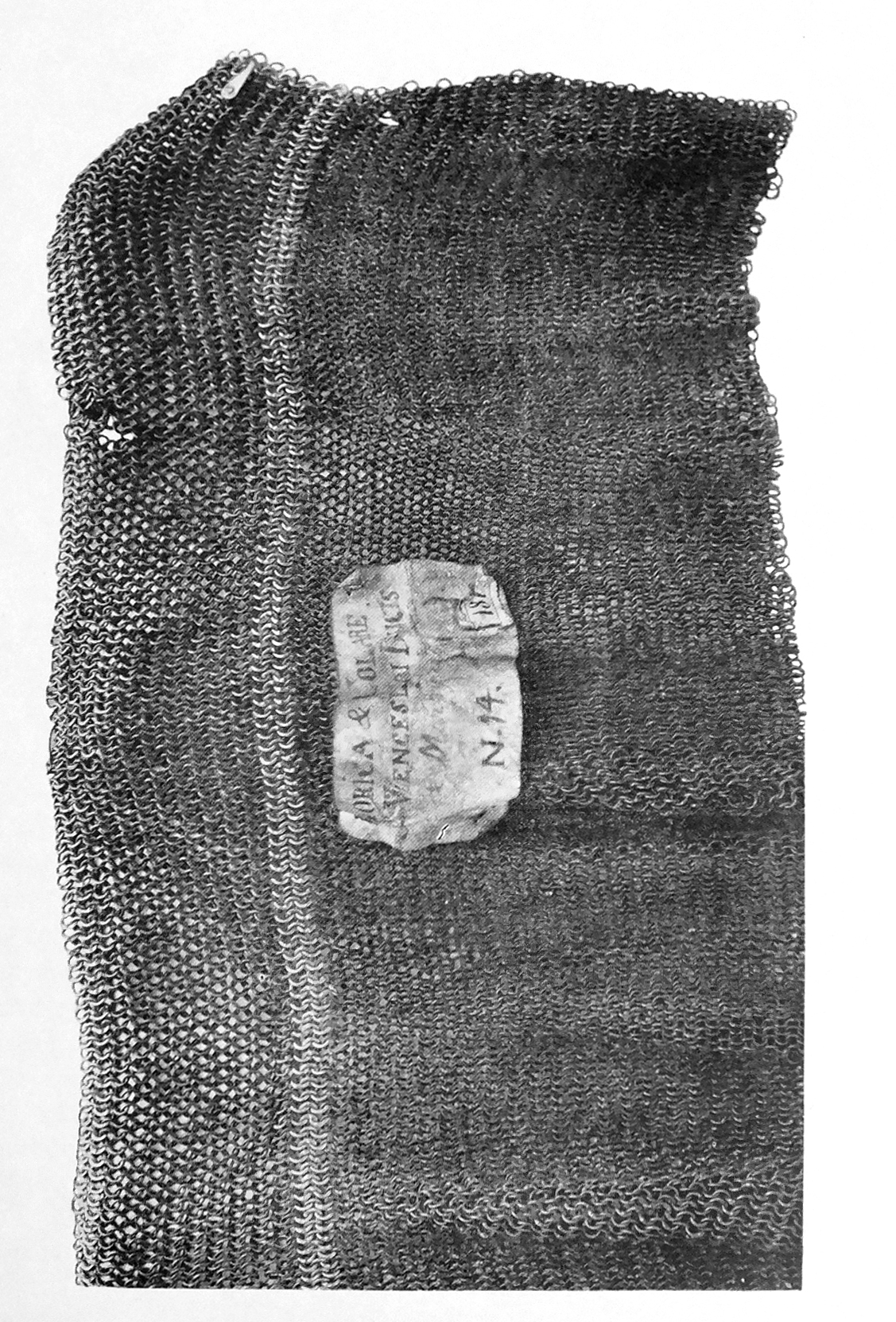
Část pletiva límce a pláštíku, na němž jsou vidět tři odlišující se řady zlatých proužků. Uprostřed je pergamenový lístek s inventárním označením ze 17. stol.

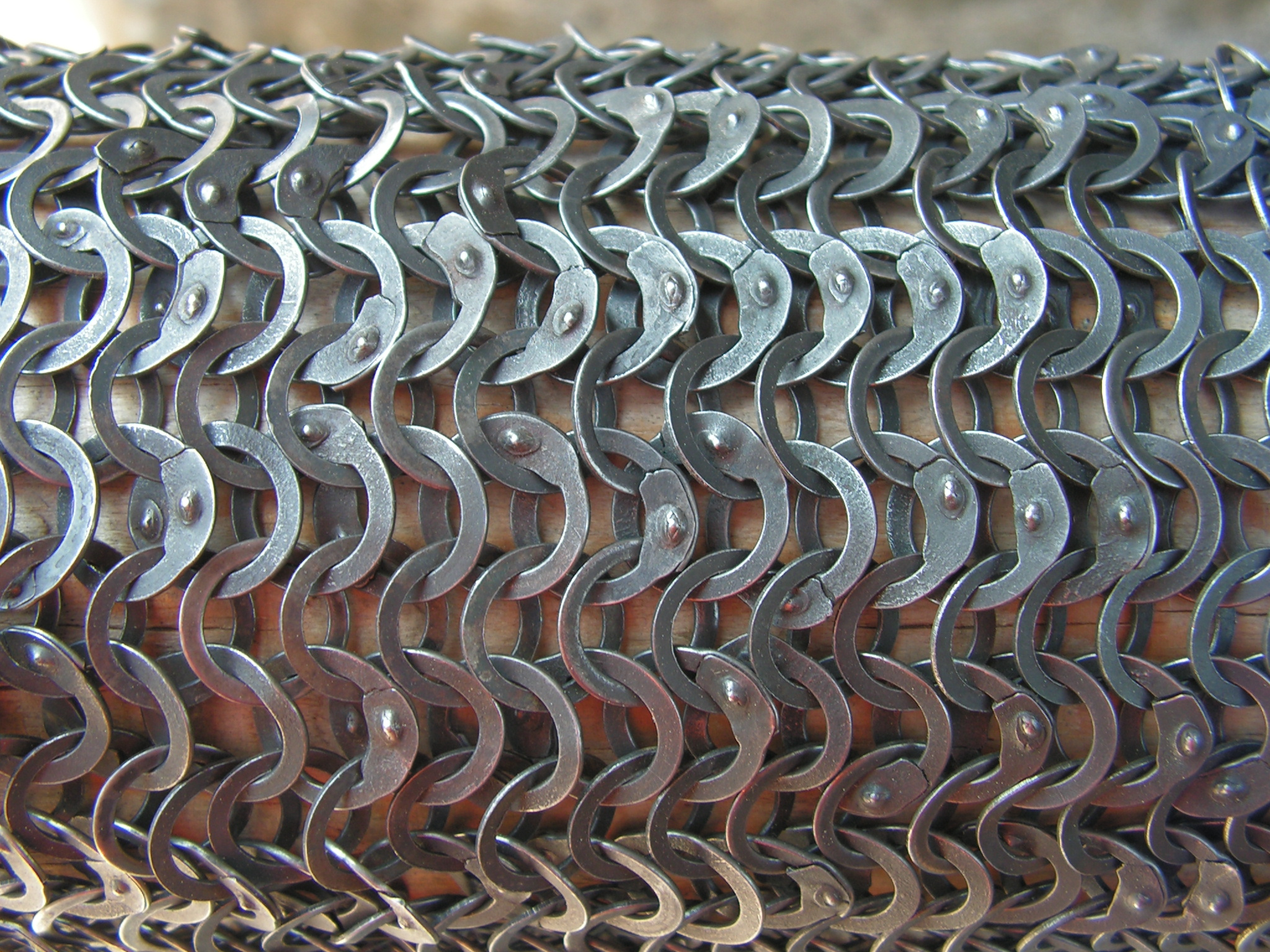
Ukázka klasického spojení kroužků, kdy jsou čtyři kroužky v jednom – tato metoda je přímo nazývána Svatováclavskou. Kroužky jsou pro zamezení roztrhnutí spojeny nýtky.

Součástí svatovítského pokladu je také tzv. „zbroj svatého Václava“. Unikátní zbroj se skládá ze dvou kusů – zbroje samotné a pláštíku zajišťujícího ochranu krku a zesilujícího ochranu ramen bojovníka. Celý komplet pochází zřejmě již z počátku 10. století. Starší prameny uvádí, že jde pravděpodobně o orientální import.
Technologií použitou na tuto zbroj je klasické řetězení kroužků stylem „čtyři na jeden“. Podobná brnění měla v této době stále ještě astronomickou cenu a dovolit si ji tedy mohl zřejmě pouze příslušník vládnoucího rodu.
Zbroj samotná je dlouhá pod kolena bojovníka, má dlouhý široký, nezužovaný rukáv (ten se mohl uvazovat k ruce koženým řemínkem) a váží kolem 10 kg. Není bez zajímavosti, že je opatřena rozparkem pouze vepředu, vzadu nikoli.
Pláštík zesilující ochranu ramen a krku je vyroben stejným postupem, váží přibližně 1 kg a jeho obvod měří 126 cm. Na pravém rameni byl dělený a spínaný zřejmě šněrováním. Je lemován zlatými či pozlacenými kroužky.